# Torneo de Marsella 2021
El Open 13 Provence 2021 fue un evento de tenis de la ATP Tour 250 serie. Se disputó en Marsella, Francia en el Palais des Sports de Marseille desde el 8 hasta el 14 de marzo de 2021.

## Distribución de puntos
| Modalidad            | Campeón | Finalista | Semifinales | Cuartos de final | 2ª ronda | 1ª ronda | Clasificados | 2ª ronda de clasificación | 1ª ronda de clasificación |
| Individual masculino | 250     | 165       | 100         | 50               | 25       | 0        | 13           | 7                         | 0                         |
| Dobles masculino     | 250     | 150       | 90          | 45               | 20       | 0        | -            | -                         | -                         |

## Cabezas de serie

### Individuales masculino
| Tenista              | Ranking | Preclasificado |
| Daniil Medvédev      | 3       | 1              |
| Stefanos Tsitsipas   | 6       | 2              |
| Karen Khachanov      | 21      | 3              |
| Ugo Humbert          | 31      | 4              |
| Jannik Sinner        | 34      | 5              |
| Kei Nishikori        | 45      | 6              |
| Alejandro Davidovich | 51      | 7              |
| Yoshihito Nishioka   | 54      | 8              |

- Ranking del 1 de marzo de 2021.[2]

### Dobles masculino
| Tenista                           | Ranking | Preclasificado |
| Ken Skupski Neal Skupski          | 88      | 1              |
| Luke Bambridge Dominic Inglot     | 110     | 2              |
| Jonny O'Mara Aisam-ul-Haq Qureshi | 111     | 3              |
| Divij Sharan Igor Zelenay         | 142     | 4              |

## Campeones

### Individual masculino
Daniil Medvédev venció a  Pierre-Hugues Herbert por 6-4, 6-7(4-7), 6-4

### Dobles masculino
Lloyd Glasspool /  Harri Heliövaara vencieron a  Sander Arends /  David Pel por 7-5, 7-6(7-4)